# 1903 en philosophie
Chronologie de la philosophie
- 1899
- 1900
- 1901
- 1902
- 1903
- 1904
- 1905
- 1906
- 1907

L’année 1903 a été marquée, en philosophie, par les événements suivants :

## Publications
- Constantin Tsiolkovski, L'Exploration de l'espace cosmique par des engins à réaction (« Исследование мировых пространств реактивными приборами » Issledovanie mirovykh prostrantsty reaktivnymi priborami) (1903)
- Georg Simmel, The Metropolis and Mental Life (1903)
- W. E. B. Du Bois, Les Âmes du peuple noir (1903)
- George Edward Moore, Principia Ethica (1903) et La réfutation de l'idéalisme (1903)

## Naissances
- 27 janvier : John Carew Eccles (Australie, -1997)
- 27 janvier : Yeshayahou Leibowitz (Lettonie-Israël, -1994)
- 6 février : Egon von Vietinghoff (Allemagne, -1994)
- 27 février : Joseph B. Soloveitchik (Biélorussie-USA, -1993)
- 14 mars : Otto Friedrich Bollnow (Allemagne, -1991)
- 27 mars : Gustavo Bontadini (Italie, -1990)
- 3 avril : Joachim Ritter (Allemagne, -1974)
- 14 avril : Henry Corbin (France, -1978)
- 23 avril : Karl Larenz (Allemagne, -1993)
- 24 avril : Anders Platou Wyller (Norvège, -1940)
- 3 mai : Georges Politzer (France, -1942)
- 10 mai : Hans Jonas (Allemagne, -1993)
- 15 mai : Corrado Curcio (Italie, -1981), Jean Cavaillès (France, -1944)
- 26 mai : Vladimir Lossky (Russie, -1958)
- 28 mai : Gustav Siewerth (Allemagne, -1963)
- 2 août : Johannes Baptist Lotz (Allemagne, -1992)
- 31 août : Vladimir Jankélévitch (France, -1985)
- 2 septembre : Gustave Thibon (France, -2001)
- 11 septembre : Theodor W. Adorno (Allemagne, -1969)
- 13 septembre : Virgil Aldrich (en) (Inde-USA, -1998)
- 20 septembre : Alexandre Deulofeu (Espagne, -1978)
- 30 octobre : Krunoslav Draganović (Croatie, -1983)
- 7 novembre : Konrad Lorenz (Autriche, -1989)
- 25 novembre : Milton Steinberg (en) (USA, -1950)
- 27 décembre : Bogdan Suchodolski (en) (Pologne, -1992)

## Décès
- 4 janvier : Pierre Laffitte (France, 1823-)
- 3 février : David George Ritchie (Écosse, 1853-)
- 13 avril : Moritz Lazarus (Allemagne, 1824-)
- 15 avril : Giovanni Bovio (Italie, 1837-)
- 1er septembre : Charles Renouvier, philosophe français, né en 1815.
- 18 septembre : Alexander Bain (Écosse, 1818-)[1],[2],[3]
- 4 octobre : Otto Weininger, philosophe autrichien, mort en 1880 à 23 ans.
- 23 octobre : Francis Ellingwood Abbot (USA, 1836-)
- 1er novembre : Theodor Mommsen (Allemagne, 1817-)
- 8 décembre : Herbert Spencer, philosophe anglais, né en 1820.
- 28 décembre : Nikolaj Fedorov (Russie, 1829-)
- ? : Icilio Vanni (Italie, 1855-)